# Мертвоед красногрудый
Мертвоед красногрудый (лат. Oiceoptoma thoracicum) — вид жуков из жуков мертвое́дов.

## Описание
Продолговато-овальный плоский жук. Длина тела 12—16 мм. Окраска тела чёрная, переднеспинка и основание надкрылий красно-бурого цвета. Щиток и надкрылья бархатисто-чёрные. Диск переднеспинки часто может быть затемнён. Поверхность переднеспинки и задняя часть головы покрыты короткими красно-рыжими волосками, хорошо видными только лишь у свежевышедших из куколок экземпляров. Внутренние кили надкрылий развиты значительно слабее наружного. От близких видов отличается окраской и скульптурой надкрылий.

## Ареал
Транспалеарктический вид, широко распространён в Европе и Азии от западных границ Евразии до Чукотки, Камчатки и Курильских островов на востоке. Известны достоверные находки вида в Англии, Дании, Франции, Италии, Румынии, Норвегии, Швеции, Польше, Чехии и Словакии, Болгарии. В Азии встречается в Монголии, Северо-Восточном Китае, на востоке достигает Японии и Кореи, на юго-востоке — до Тайваня. Найден почти во всех странах бывшего СССР, кроме государств Средней Азии. Обитает по всей территории Российской Федерации. В южной России и Предкавказье, встречается в Ростовской области, Краснодарском и Ставропольском краях, Кабардино-Балкарии и Абхазии.

## Биология
Типичный лесной вид. Встречается в лесах, а за их пределами в гумидных стациях. С увеличением числа лесопарковых насаждений и лесополос стал проникать в степные районы. С развитием мелиорации проник в полупустынные ландшафты.
Предпочитает лиственные и смешанные леса, но встречается также в разреженных хвойных лесах (сосняки, пихтарники, ельники), особенно на полянах и по опушкам, на вырубках и просеках. Является массовым видом в лесах. Обычен на падали: мелких животных, иногда крупных животных, например копытных. Кроме падали, его можно встретить на помёте, погадках, гниющих растениях, грибах (только шляпочных) и вытекающем забродившем берёзовом соке. Трупы мелких млекопитающих вид заселяет на вторые сутки. На крупных трупах жуки встречаются до полного исчезновения на них плоти. Жуки способны целенаправленно направляться к падали с расстояния до 2 м, ориентируясь по запаху. Наиболее привлекательным для жуков является запах метакарпола.
Жуки встречаются с марта по сентябрь-октябрь, с пиком активности в мае. Активен в дневное время суток.